# Muzeum Porcelany w Wałbrzychu
Muzeum Porcelany w Wałbrzychu – muzeum założone w 1908 roku z inicjatywy Altertumsverein für das Waldenburger Gebirgsland (Towarzystwo Starożytności Ziemi Wałbrzyskiej) powołane z inicjatywy Juliusa Joppicha i otrzymało nazwę Altertumsmuseum für das Waldenburger Gebirgsland (Muzeum Starożytności Ziemi Wałbrzyskiej). W 1926 roku opiekę nad muzeum, które zmieniło nazwę na Heimatmuseum in Waldenburg (Muzeum Regionalne w Wałbrzychu), przejął ówczesny Zarząd Miejski w Wałbrzychu. Kolekcje przeniesiono do reprezentacyjnego Pałacu Albertich (Albertihaus) w Wałbrzychu przy ulicy 1 Maja, wówczas Gottesbergerstraße 23. Pierwszym etatowym kierownikiem muzeum został Friedrich Stelter, a od 1936 roku funkcję tę pełnił Heinrich Bartsch.
Po drugiej wojnie światowej zbiory wałbrzyskiego muzeum zostały zabezpieczone przez miejscowe władze terenowe. Pierwszym powojennym kustoszem i kierownikiem muzeum został Marek Sagan. Pod jego kierunkiem zbiory muzeum zostały uporządkowane i przygotowane do ponownej ekspozycji. W 1947 roku nastąpiło uroczyste otwarcie muzeum dla publiczności. W 1949 roku muzeum zostało upaństwowione i otrzymało nazwę Muzeum w Wałbrzychu, a jego wieloletnim kierownikiem został Eufrozyn Sagan. W 1975 roku wałbrzyskie muzeum regionalne zostało podniesione do rangi Muzeum Okręgowego, obejmując swym zakresem merytorycznym cały obszar nowo utworzonego województwa wałbrzyskiego.
Na mocy decyzji ministra kultury z 2002, muzeum w Wałbrzychu wpisane zostało do Państwowego Rejestru Muzeów.
W 2015 roku po remoncie swojej siedziby i nowej aranżacji sal wystawienniczych muzeum pełniące dotychczas rolę muzeum regionalnego zostało przekształcone w Muzeum Porcelany, skupiając się na eksponowaniu liczącej ponad 10.000 obiektów kolekcji porcelany śląskiej (w tym pochodzącej z fabryk wałbrzyskich) oraz historycznej porcelany z manufaktur i fabryk europejskich (m.in. Niemiec, Austrii, Czech, Rosji, Danii, Francji, Holandii i Anglii). Część pomieszczeń została zaaranżowana w stylu dawnej mieszczańskiej rezydencji z wykorzystaniem własnych zbiorów, głównie malarstwa, mebli oraz rzemiosła artystycznego.
W muzeum prezentowana jest także kolekcja polskiego malarstwa współczesnego (z dziełami takich artystów, jak Jerzy Duda-Gracz, Franciszek Starowieyski, Zdzisław Beksiński, Jerzy Nowosielski) oraz kolekcja ceramiki polskiej z lat 50. i 60. XX wieku.
W muzeum funkcjonują:
- Dział Ceramiki,
- Dział Sztuki,
- Dział Historii Miasta i Regionu,
- Biblioteka
- Dział Edukacji i Promocji